# Illusionserien
Illusionserien, i Japan: "I Love Mickey Mouse" är en serie plattformsspel med Musse Pigg utvecklade av Sega och utgivna från 1990 och framåt.

## Spel

### Huvudserien
| Titel                                                   | Släppår |
| ------------------------------------------------------- | ------- |
| Castle of Illusion Starring Mickey Mouse                | 1990    |
| Land of Illusion Starring Mickey Mouse                  | 1992    |
| World of Illusion Starring Mickey Mouse and Donald Duck | 1993    |
| Legend of Illusion Starring Mickey Mouse                | 1995    |
| Sega Ages: I Love Mickey Mouse (samling)                | 1998    |
| Castle of Illusion Starring Mickey Mouse                | 2013    |

### Relaterade spel
| Titel                                     | Släppår |
| ----------------------------------------- | ------- |
| Quackshot Starring Donald Duck            | 1991    |
| The Lucky Dime Caper Starring Donald Duck | 1991    |
| Deep Duck Trouble Starring Donald Duck    | 1993    |
| Epic Mickey: Power of Illusion            | 2012    |